# 大巴甫利夫卡

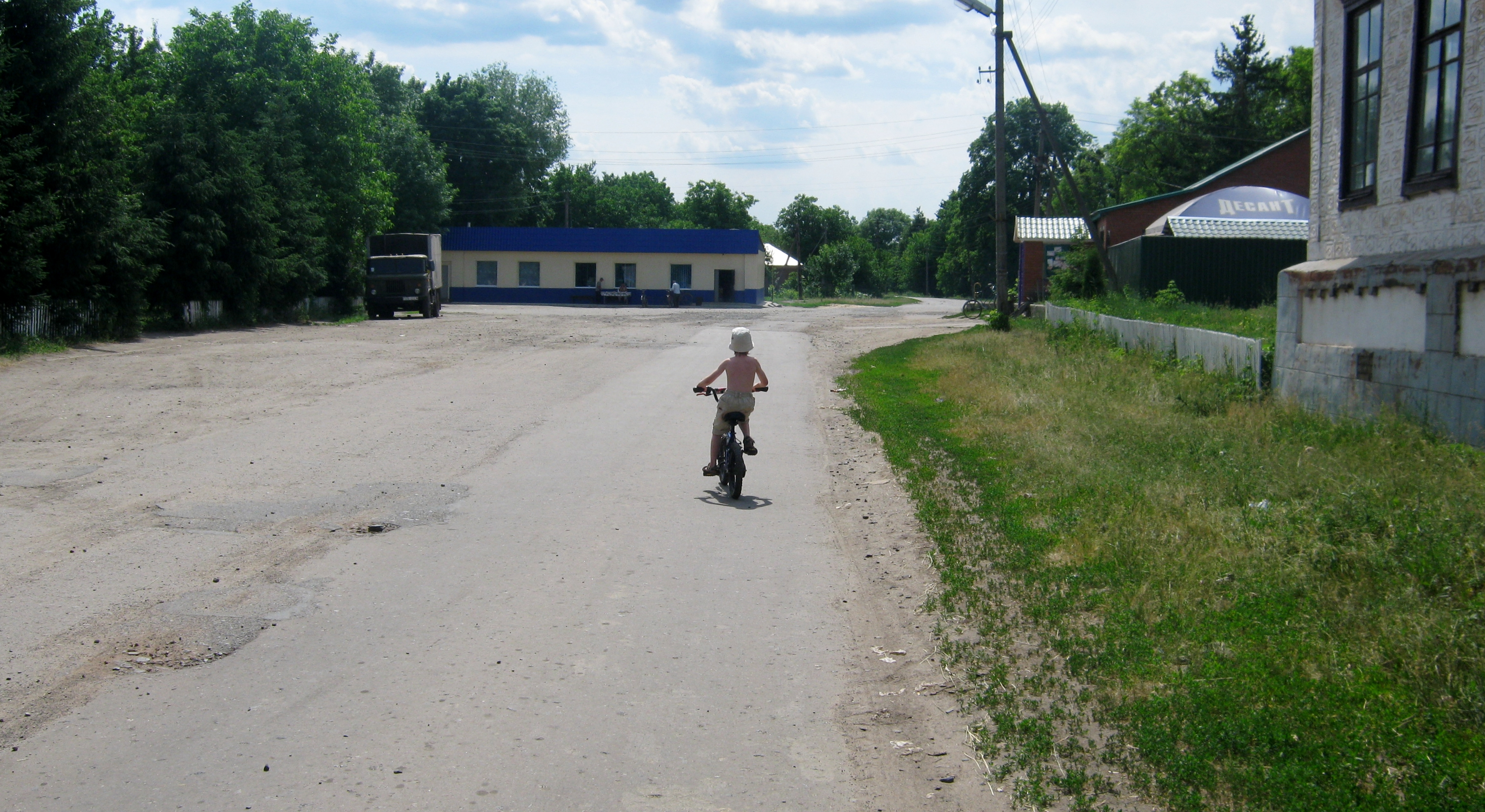

50°14′10″N 34°16′2″E / 50.23611°N 34.26722°E
大巴甫利夫卡（烏克蘭語：Велика Павлівка）是位於烏克蘭中部的村莊，由波爾塔瓦州波爾塔瓦區的津基夫市鎮負責管轄。該村始建於1710年，面積9.273平方公里，海拔高度174米，2001年人口1,813。